# Maria Stepànova
Maria Stepànova (rus: Мари́я Миха́йловна Степа́нова)  (Moscou, 9 de juny de 1972) és una escriptora, poeta, periodista i assagista russa.
És una de les grans figures de la literatura russa de la seva generació. Fundadora i editora de la revista cultural Colta, un mitjà completament independent, gratuït i finançat mitjançant crowdfunding, on s’escriu sobre art, música, cinema, literatura, teatre i ciència. Des de l'inici de la guerra d’Ucraïna, el Servei de Supervisió de les Telecomunicacions russes va bloquejar el lloc web i ja no s'obre en territori de la Federació Russa.
L'autora va rebre el 2005 el Premi Andrei Beli de poesia, i entre els seus poemaris traduïts a l’anglès, destaquen The Flower Dies under a Skin of Glass (The Chinese University of Hong Kong Press, 2019) i War of the Beasts and the Animals (Bloodaxe Books, 2021). Al 2018 va rebre el guardó literari més reconegut a Rússia, el Premi Gran Llibre, amb la novel·la Pàmiati pàmiati. Amb aquesta obra, Stepànova proposa un viatge cap a la memòria de la seva família, una trajectòria que és també una radiografia d’un segle de la història de Rússia. Actualment, l’autora viu exiliada a Berlín.